# Chigozie Obioma

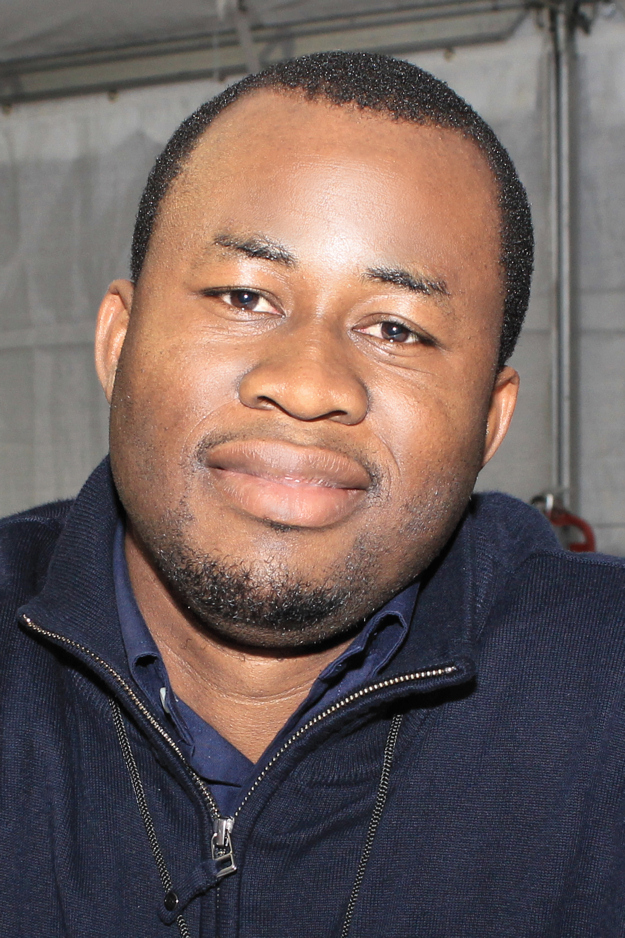
Chigozie Obioma auf dem Texas Book Festival 2016

Chigozie Obioma (geboren 1986 in Akure) ist ein nigerianischer Schriftsteller, der mit seinem Debütroman The Fishermen, zu Deutsch Der dunkle Fluss, bekannt wurde. Das Buch wurde in mehr als 26 Sprachen übersetzt.

## Leben und Werk
Chigozie Obioma studierte an der Cyprus International University, die er 2012 mit einem MA abschloss. 2014 erhielt er einen MFA der University of Michigan. Er lehrt Kreatives Schreiben, Belletristik und Lyrik sowie afrikanische Literatur an der University of Nebraska–Lincoln.
Seine Romane spielen in der Jetztzeit in seinem Heimatland Nigeria und vermitteln Einblicke in die Kultur der Igbo und der Yoruba-Ethnien, Obioma verwendet auch Einsprengsel aus den Sprachen der beiden Völker sowie Pidgin. Dabei verwebt er im Hintergrund auch griechische Mythen wie die Odyssee. Während sein erster Roman als Familiengeschichte bezeichnet werden kann, ist sein zweites Buch ein Liebesroman. Neben seinen beiden Romanen veröffentlichte Chigozie Obioma verschiedentlich Kurzgeschichten, Essays und auch Lyrik in Zeitungen und Magazinen.

## Rezeption
Chigozie Obiomas 2015 veröffentlichter Debütroman Der dunkle Fluss erregte international große Aufmerksamkeit. Das Buch wurde in über 20 Sprachen übersetzt und mehrfach ausgezeichnet, unter anderem stand es auf der Shortlist für den Man Booker Prize. Zahlreiche Medien weltweit wählten das Buch auf ihre jeweiligen Bestenlisten des Jahres 2015, darunter das Wall Street Journal, die New York Times und der New Zealand Listener. Die Deutsche Welle führte es im April 2015 als Buchempfehlung des Monats und der Guardian nannte Der dunkle Fluss mit Abstand den besten Debütroman 2015. Chigozie Obioma wurde von Kritikern als der Erbe Chinua Achebes bezeichnet und mit Cormac McCarthy verglichen.
The Fisherman wurde von Gbolahan Obisesan als Theaterstück adaptiert. Die Uraufführung fand im Juli 2018 im HOME Theater in Manchester statt. Der Guardian listete es in der Premierenwoche als eine der fünf sehenswerten Aufführungen der Woche.
2019 gelangte Obioma mit seinem zweiten Roman An Orchestra of Minorities erneut auf die Shortlist des Booker Prize. Der Autor schildert die Fallhöhe einer Liebesgeschichte eines Bauernsohns und einer „höheren Tochter“ in Nigeria. Der 500-Seiten-Roman bekam auch sprachlich und dramaturgisch hohes Kritikerlob. Die Übersetzungsleistung von Nicolai von Schweder-Schreiner für Das Weinen der Vögel erhielt ebenfalls viel Lob.

## Auszeichnungen
- 2016: Bester Debütroman bei den NAACP Image Awards[14]
- 2015: Financial Times - Emerging Voices[15]; Los Angeles Times Book Prize für das beste Erstlingswerk[16]
- 2020: Internationaler Literaturpreis – Haus der Kulturen der Welt für Das Weinen der Vögel,[17] zusammen mit dem Übersetzer Nicolai von Schweder-Schreiner

## Veröffentlichungen (Auswahl)
- The Fishermen. Pushkin Press 2015, ISBN 978-0957548855
  - dt.: Der dunkle Fluss. Aus dem Engl. von Nicolai von Schweder-Schreiner. Aufbau Verlag, Berlin 2015, ISBN 978-3-351-03592-1.
- An Orchestra of Minorities. Little, Brown Book Group, London 2019, ISBN 978-1-4055-4202-9.
  - dt.: Das Weinen der Vögel. Aus dem Englischen von Nicolai von Schweder-Schreiner. Piper Verlag, München 2019, ISBN 978-3-492-05938-1.